# Cintray (Eure)
Cintray ist eine Ortschaft und eine Commune déléguée in der französischen Gemeinde Breteuil mit 419 Einwohnern (Stand 2022) im Süden des Départements Eure in der Region Normandie.
Die Gemeinde Cintray trat am 1. Januar 2016 mit La Guéroulde der Gemeinde Breteuil bei. Sie gehörte zum Arrondissement Évreux und zum Kanton Breteuil.

## Geografie
Cintray liegt etwa 32 Kilometer südwestlich von Évreux am Iton. 

## Bevölkerungsentwicklung der ehemaligen Gemeinde
| Jahr      | 1793 | 1846 | 1881 | 1936 | 1962 | 1968 | 1975 | 1982 | 1990 | 1999 | 2006 | 2013 |
| --------- | ---- | ---- | ---- | ---- | ---- | ---- | ---- | ---- | ---- | ---- | ---- | ---- |
| Einwohner | 661  | 556  | 511  | 298  | 352  | 319  | 277  | 294  | 375  | 361  | 398  | 467  |

## Sehenswürdigkeiten

Kirche Saint-Martin

- Kirche Saint-Martin